# Astragalus kendewanensis
Astragalus kendewanensis là một loài thực vật có hoa trong họ Đậu. Loài này được Gilli miêu tả khoa học đầu tiên.